# NetBIOS over TCP/IP
NetBIOS over TCP/IP (kurz NetBT oder NBT) ist ein Netzwerkprotokoll, das es ermöglicht, auf der Programmierschnittstelle NetBIOS aufbauende Programme über das Netzwerkprotokoll TCP/IP zu verwenden.
NBT ist in den RFC-Dokumenten RFC 1001 (Übersicht) und RFC 1002 (Details) definiert.
Die NetBIOS-Namensauflösung wird über UDP auf Port 137, der Datagram Service über UDP auf Port 138 und der Session Service über TCP auf Port 139 abgewickelt. Die UDP-Pakete bzw. TCP-Verbindungen tragen am Anfang jeweils Header mit Informationen wie den NetBIOS-Namen von Sender und Empfänger.
Windows-Versionen bis zu Windows ME verwendeten NBT, um die höheren Netzwerkfunktionen per Server Message Block (SMB) zu realisieren. Windows-Versionen ab Windows 2000 wickeln die SMB-Kommunikation direkt über TCP-Port 445 ab.